# Centrolepidaceae
Centrolepidaceae Endl. é uma família de plantas floríferas pertencente à ordem Poales.

## Distribuição
Os membros desta família distribuem-se essencialmente na Austrália, sudoeste da Ásia, na América do Sul e nas ilhas do Pacífico.

## Taxonomia

### Sistema de Cronquist(1981-1988)
Classifica a família na subclasse Commelinidae, ordem Restionales. ( Ref.: ,   e 

### Sistema APG(1998)
Classifica a família no grupo Comelinóides, ordem Poales, com 5 gêneros. ( Ref.: )
- Aphelia, Brizula, Centrolepis, Gaimardia, Pseudalepyrum.

### Sistema APG II(2003)
Classifica a família na ordem Poales com 3 gêneros. ( Ref.: )
- Aphelia
- Centrolepis
- Gaimardia